# Culture de Baijinbao

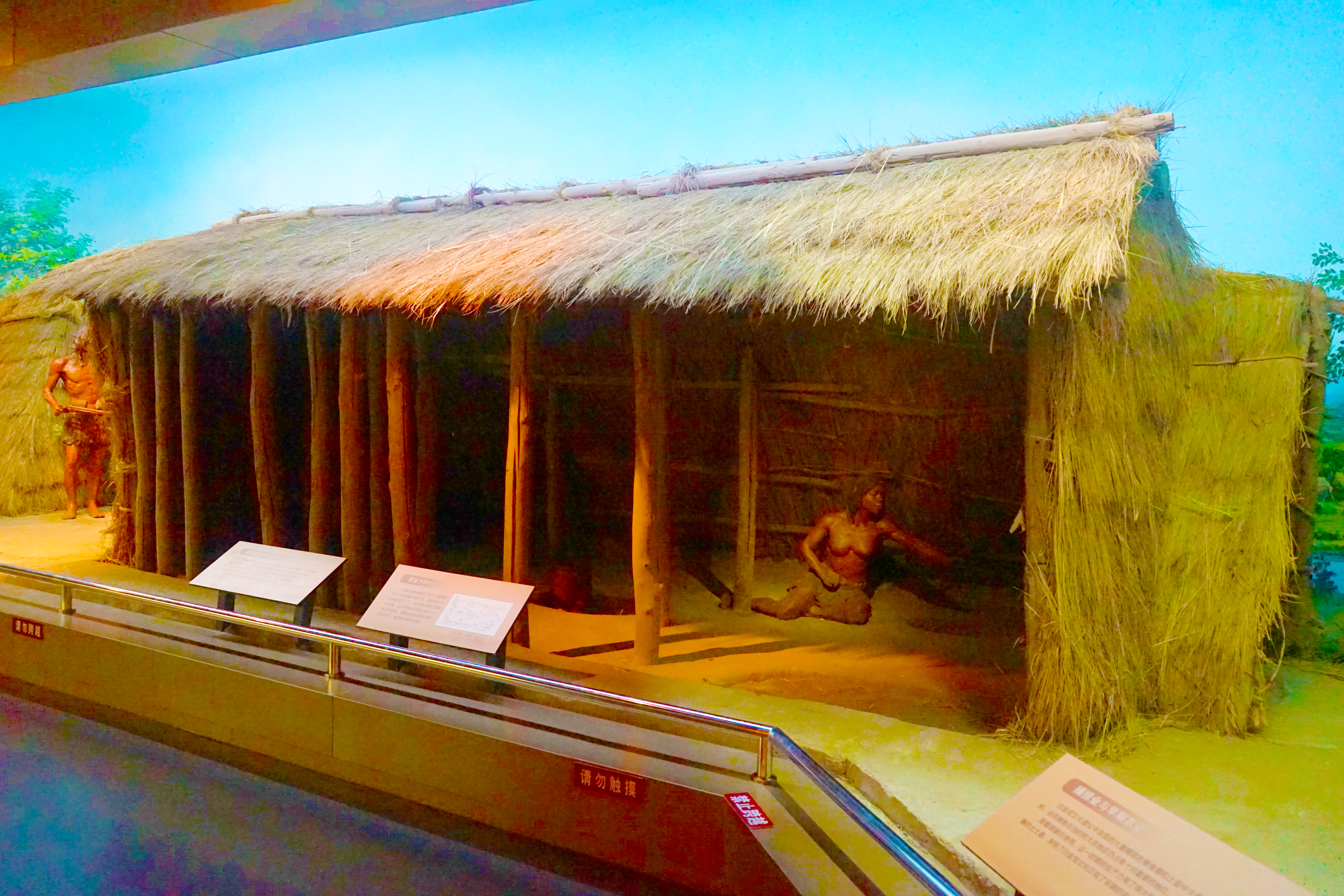
Reconstitution d’un village baijinbao au Daqing Museum

La culture de Baijinbao (白金宝文化) est une culture de l'âge du bronze du nord-est de  la Chine dans la plaine des rivières Songhua et Nen et contemporaine de la dynastie des Zhou occidentaux. Elle remonte donc à 900 av. J-C. Sa céramique est semblable à celle de la plaine centrale de la Chine.

## Historique
Le site éponyme se trouve dans le village de Baijinbao du xian de Zhaoyuan près de la rive gauche du Nen.

Il a été découvert en 1974 et a été classé monument  historique en 1996. 